# Ілля Елошвілі
Ілля Елошвілі (19 травня 1975, Тбілісі, Грузинська РСР — 1 червня 2022, Тбілісі, Грузія) — грузинський політик, заступник мера Тбілісі, міністр енергетики та природних ресурсів Грузії (9 вересня 2016 — 26 листопада 2016; 12 липня 2017 — 14 грудня 2017).